# Бінарний сплав
Бінарний сплав — це сплав, що складається із двох елементів (двох металів або металу і неметалу).
Бінарні сплави являють собою тіла, що утворилися в результаті затвердіння рідких систем, складаються з двох компонентів.

## Фізичні властивості
В залежності від складу сплаву, температури кипіння, плавлення та агрегатний стан сплавів, будуть різнитися.
Більшість твердих сплавів знаходиться в кристалічному стані. У кристалічному, як і в рідкому, стані різні речовини можуть бути або повністю взаємно нерозчинними, або володіти обмеженою розчинністю, або утворювати тверді розчини з будь-яким відносним вмістом компонентів.
Бінарний сплав як короткозамкнута, багатоелектронна система може бути розрахований за допомогою відповідної діаграми корозії цієї системи.

## Приклади речовин
Латунь - це сплав міді і цинку, жовта мідь.